# ناحیه عنصر
ناحیه عنصر (به عربی: دائرة العنصر) یک ناحیه در الجزایر است که در استان جیجل واقع شده‌است. ناحیه عنصر ۲۶۳٫۹۴ کیلومتر مربع مساحت و ۴۷٬۳۴۷ نفر جمعیت دارد.